# Roald Sagdeev
Roald Zinnurovich Sagdeev (em russo: Роальд Зиннурович Сагдеев; em tartárico: Роальд Зиннур улы Сәгъдиев Roald Zinnur ulı Säğdiev) (Cazã, 26 de dezembro de 1932) é um físico russo, conhecido por ser líder de importantes pesquisas espaciais na antiga União Soviética (Rússia) durante as décadas de  1970 e 1980.